# KRTAP12-3
KRTAP12-3 (англ. Keratin associated protein 12-3) – білок, який кодується однойменним геном, розташованим у людей на довгому плечі 21-ї хромосоми. Довжина поліпептидного ланцюга білка становить 96 амінокислот, а молекулярна маса — 9 947.
| 10         |  | 20         |  | 30         |  | 40         |  | 50         |
| ---------- |  | ---------- |  | ---------- |  | ---------- |  | ---------- |
| MCHTSCSPAC |  | QPTCCIHSPC |  | QASCYVPVSC |  | QSSVCMPVSC |  | TRIVCVAPSC |
| QPSVCVPVSC |  | RPIIYVTPSC |  | QSSGCCQPPC |  | TTALCRPISC |  | STPSCC     |

A: Аланін

C: Цистеїн

G: Гліцин

H: Гістидин

I: Ізолейцин

L: Лейцин

M: Метіонін

P: Пролін

Q: Глутамін

R: Аргінін

S: Серин

T: Треонін

V: Валін